# Łęciny
Łęciny (niem. Langstein) – kolonia w Polsce położona w województwie warmińsko-mazurskim, w powiecie olsztyńskim, w gminie Olsztynek. W latach 1975–1998 miejscowość administracyjnie należała do województwa olsztyńskiego.
Wieś leżąca w odległości dwóch km na wschód od Elgnówka, nad rzeką Młynówką, w otoczeniu lasów sosnowych. Łęciny opisał w swej książce Erwin Kruk, który miał tutaj rodzinę. We wsi nie ma sklepu ani szkoły, dzieci uczęszczają do szkoły w Elgnówku.

## Historia
Wieś założona w 1553 roku.
W 1939 r. we wsi było 52 mieszkańców. W 1997 roku mieszkało w Łęcinach 29 osób. W 2005 r. wieś liczyła 22 mieszkańców.

## Zabytki i atrakcje turystyczne
- W centrum wioski rośnie stary klon, liczący prawdopodobnie 300 lat.
- Ewangelicki cmentarz z końca XIX wieku, położony przy polnej drodze, 300 m na wschód za wsią.